# Gabriel Ángel Villa Vahos
Gabriel Ángel Villa Vahos (Sopetrán, Antioquia, 17 de junio de 1962) es el actual arzobispo de la Arquidiócesis de Tunja. Fue el 4° obispo de la Diócesis de Ocaña, elegido el 15 de mayo de 2014 en la que el papa Francisco, acepta la renuncia al cargo de monseñor Jorge Enrique Lozano Zafra, a la iglesia particular de Ocaña. El 10 de febrero de 2020 fue nombrado como arzobispo de la arquidiócesis de Tunja, tras el retiro de Monseñor Luis Augusto Castro Quiroga tras 22 años de estar al frente de ella. Tomó posesión como arzobispo de Tunja el 24 de marzo de 2020, en medio de la crisis sanitaria por el Covid-19.

## Biografía

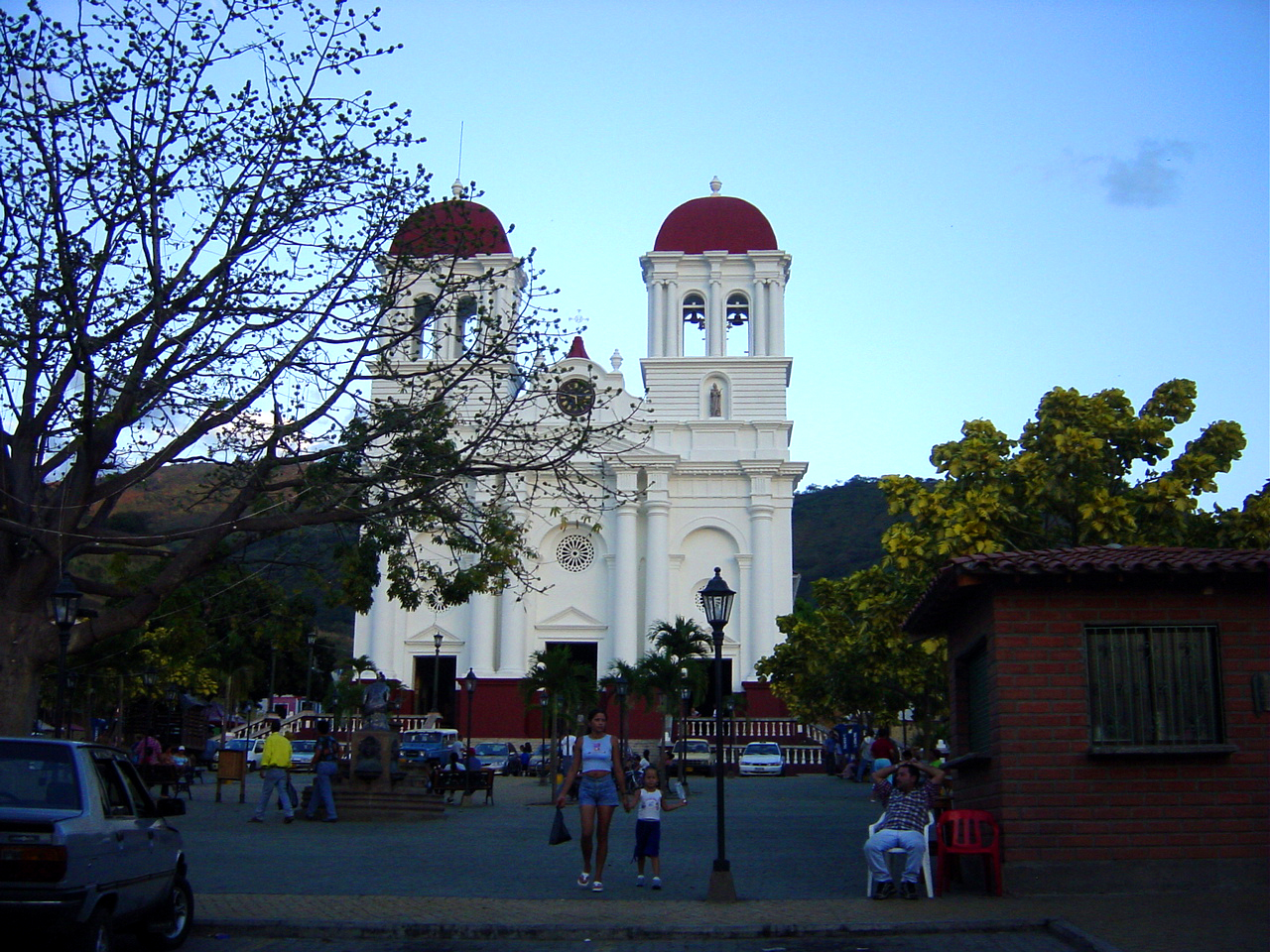
Sopetrán (Antioquia)

### Nacimiento e Infancia
Monseñor Gabriel Ángel Villa Vahos nació el 17 de junio de 1962 en Sopetrán (Antioquia). El 24 de junio de 1962, día en el que se celebra el Nacimiento de San Juan el Bautista, el padre Darío Londoño sumergía en las aguas bautismales a un niño a quien sus padres Gabriel Villa y Lucila Vahos pusieron el nombre del arcángel que anunció a la Virgen María el nacimiento de Jesús, Gabriel Ángel. Solo 7 días tenía de e haber visto la luz de este mundo y ya sus progenitores lo llevaban al templo para que en las sagradas aguas del bautismo, viera la verdadera luz, haciéndose Hijo de Dios y miembro de su iglesia. Fue bautizado en la fecha cuando toda la iglesia, resuena lleno de gloria el evangelio de Lucas narrándonos la circuncisión del bautista; aquel texto del capítulo 1:66 proclama que todos se preguntaban admiraos "¿Qué seria de aquel niño? Pues la mano del señor estaba con él?" Y de manera profética más que casual podemos decir, que aquella exclamación que hicieron acerca de Juan, se fue constatando en la vida de quien hoy en día es un sucesor de los apóstoles.
Según la nota marginal inscrita en la partida de Bautismo Nª 02021, aquel mismo año de 1962, recibió el sacramento de la Confirmación el día 15 de agosto por manos del fundador de los misioneros javerianos de Yarumal, el siervo de Dios, Monseñor, Miguel Ángel Builes. Con toan solo dos meses de vida y ya se convertía en templo del espíritu Santo.
Sus estudios primarios los realizó en dos escuelas, una llamada Escuela rural El Pomar y la Escuela Urbana Luciano Carvalho, de su pueblo de Origen
(Tomado de la página 4 del Periódico Lumen de la Diócesis de Ocaña Agosto - Septiembre 2014)

### Vocación al sacerdocio
Terminado sus estudios primarios, y empezando a sentir en su corazón el deseo de consagrar su vida a Dios en el sacerdocio ministerial, quiso responder al llamado que Dios le hacía. Decidido entonces, como dice el santo evangelio, dejar a padre y madre para seguir a Jesucristo, trasladándose a Santa Rosa de Osos, la capital de la Diócesis y empezar así sus estudios secundarios.
Recibió la Ordenación Sacerdotal el 25 de octubre de 1989, incardinándose en la Diócesis de Santa Rosa de Osos. Después de su Ordenación fue enviado a estudiar teología dogmática en la Pontificia Universidad Gregoriana de Roma, donde consiguió la licencia en 1998.
En el ejercicio de su ministerio sacerdotal ha tenido los siguientes empeños pastorales:
- Vicario parroquial en  Sopetrán (1989-1991)
- Profesor y formador del Seminario Mayor Santo Tomás de Aquino de Santa Rosa de Osos (1991-1996)
- Estudiante de la Pontificia Universidad Gregoriana de Roma (1996-1998)
- Formador del Seminario Mayor Santo Tomás de Aquino de Santa Rosa de Osos (1998-2001)
- Párroco de Yarumal (2002)
- Rector del Seminario Mayor Santo Tomás de Aquino de Santa Rosa de Osos (2003-2006);
- Director del Departamento para los Ministerios Jerárquicos de la Conferencia Episcopal de Colombia (2006-2009)
- Párroco de Nuestra Señora del Carmen en Yarumal (2010)
- Vicerrector de la Fundación Universitaria Católica del Norte en Santa Rosa de Osos (2010)
- Administrador Diocesano de Santa Rosa de Osos (diciembre de 2010-agosto de 2011)
- Vicario de Pastoral en la Diócesis de Santa Rosa de Osos (2011-2012)
- Secretario Ejecutivo de la Sección para la Vocaciones y Ministerios Jerárquicos en el CELAM (enero de 2012 - hasta la fecha)
- Cuarto Obispo de Ocaña (agosto de 2014 - febrero de 2020)
- Arzobispo de Tunja (24 de marzo de 2020 - en el cargo)[2]